# Pán
Pán (görögül Πάν) a görög mitológiában a pásztorok kecskeszarvú, -lábú, és -farkú istene. Kedvencei a kecske- és birkapásztorok, de a halászok és vadászok is az ő védelmét élvezik. Szoros kapcsolatot tart fenn a nimfákkal, táncol, énekel és játszik velük. Jellegzetes hangszere a pánsíp, mellyel gyakran ábrázolják együtt.

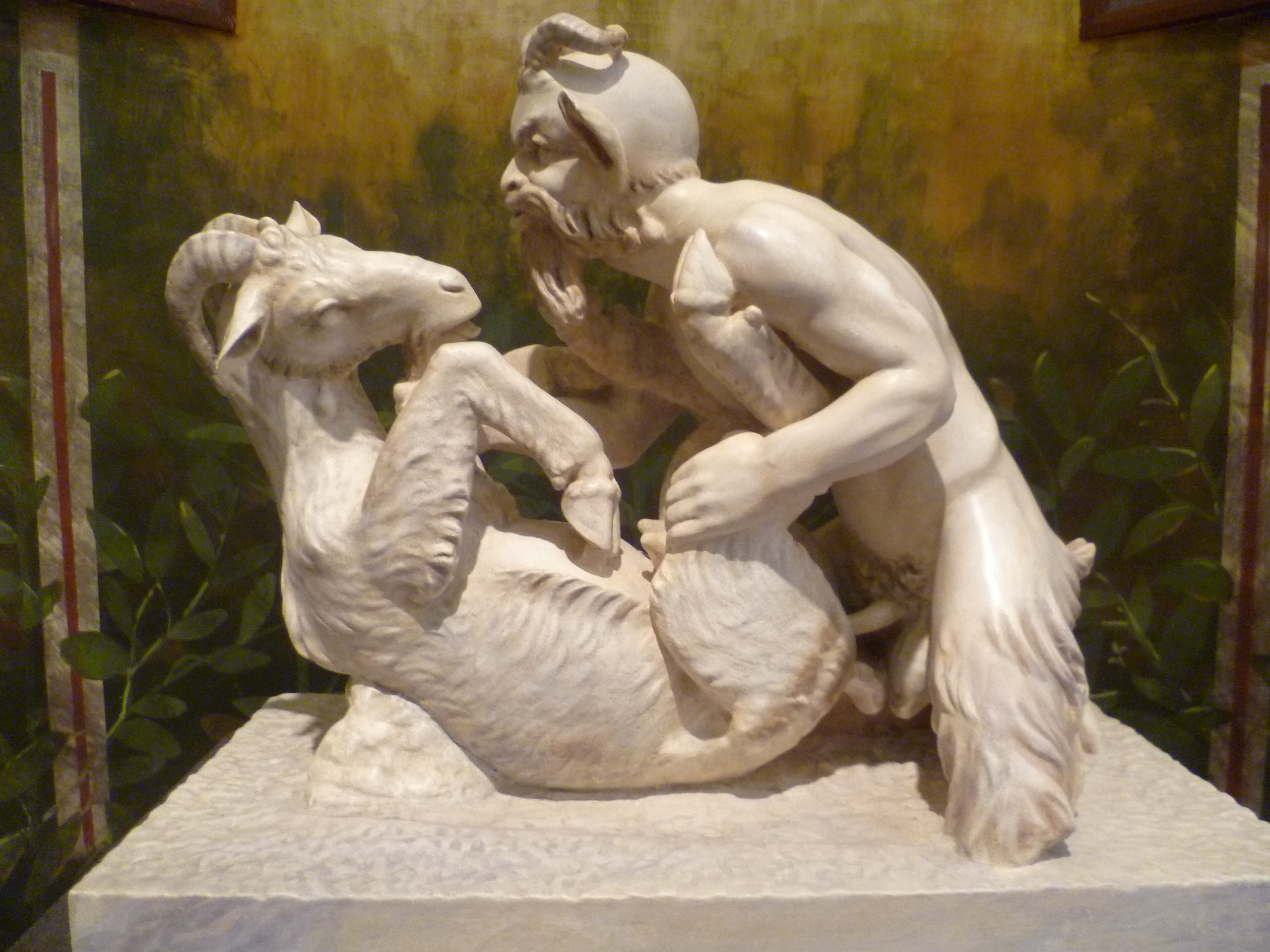
A félig kecske, félig ember alakú Pán egy kecskét tesz magáévá hátára fordítva (more hominum)

## Mítoszai

### Genealógiája
Származása tisztázatlan, a szüleire vonatkozóan a különböző forrásokban összesen tizennégy változat szerepel. A leggyakrabban Hermészt tartják az apjának, az anyja valamelyik nimfa.
Apollodórosz szerint ő volt az, akitől Apollón a jóslás tudományát megtanulta.

### Szerelmesei
Pán megszeretett egy Szürinx nevű nimfát, aki azonban elmenekült előle. A pásztoristen a folyónál utolérte a nimfát, de az istenek megszánták és nádszállá változtatták. Pán ebből a nádszálból szerkesztette meg a pánsípot, azaz a szürinxet.
Szerelmesei közé tartozik Ékhó, Szeléné és Pitüsz is. Ekhó egyes mondákban Pán felesége, s a visszhang úgy keletkezett, hogy Pán haragjában ezer darabra tépte feleségét és szétszórta a világban. Pitüszhöz is tragikus élménye fűződik: a nimfát Boreasz, az északi szél is megszerette, s lesodorta egy szikláról. Pitüsz fenyővé vált, melynek lombjai alatt dalolt Pán gyászéneket.

### Halála
A hellenizmus korában kezdett elterjedni az a monda, hogy Pán meghalt. Ez ihlette Reviczky Gyula Pán halála című költeményét. E változat szerint a hajón vigadó tengerészek közül egyet titokzatos hang szólított meg, hogy adja tudtára az embereknek, a nagy Pán halott. Tény, Pánt ekkoriban előszeretettel ábrázolták öregembernek (mint például az Ámor és Pszükhé-történetben), ám az a magyarázat valószínűbb, hogy Pán halála a kereszténység terjedésének egyik szimbóluma.
Egy másik változatban Pán a Nílusban fürdött, amikor megijesztette Tüphón. Páni félelmében hallá akart változni, de csak alsó teste lett hal, a felső kecske maradt. Az égre helyezték és megszületett a Bak csillagkép.

## Tisztelete
Eredetileg Árkádia istene volt, tisztelete a Kr. e. 5. században került át Boiótiába és Attikába, majd a 4. században egész Görögországra kiterjedt.
Úgy tartják, hogy a perzsa háborúk idején (Kr. e. 490-479) ő segítette a görögöket a marathóni ütközetben, cserébe a katonák elterjesztették a Pán-kultuszt Athénben is. A hellenisztikus kortól kezdve Pántól várták, hogy megmagyarázhatatlan félelmet gerjesszen az ellenfélben (páni félelem, innen származik a pánik szó).
A kultusz attikai elterjedéséről tanúskodik Platón Phaidrosz című dialógusa, melyben idilli patakparti környezetben szólítják meg a múzsákat és a beszélgető felek, Szókratész és Phaidrosz.
A Pán-kultusz helyszínei nem templomok, hanem az isten egyéniségének megfelelően barlangok voltak. Pán tisztelői fenyőágakkal és cserfalombokkal koszorúzták magukat, és tehenek, bakok, juhok mellett tejet, mézet és mustot áldoztak neki. Hasonló képet ad erről Longosz regénye, a Daphnisz és Chloé, amelyben Pán aktív szereplővé is válik, hangjával elriasztja a kalózokat, s a szerelmesek egymásra találhatnak.

## Római megfelelői

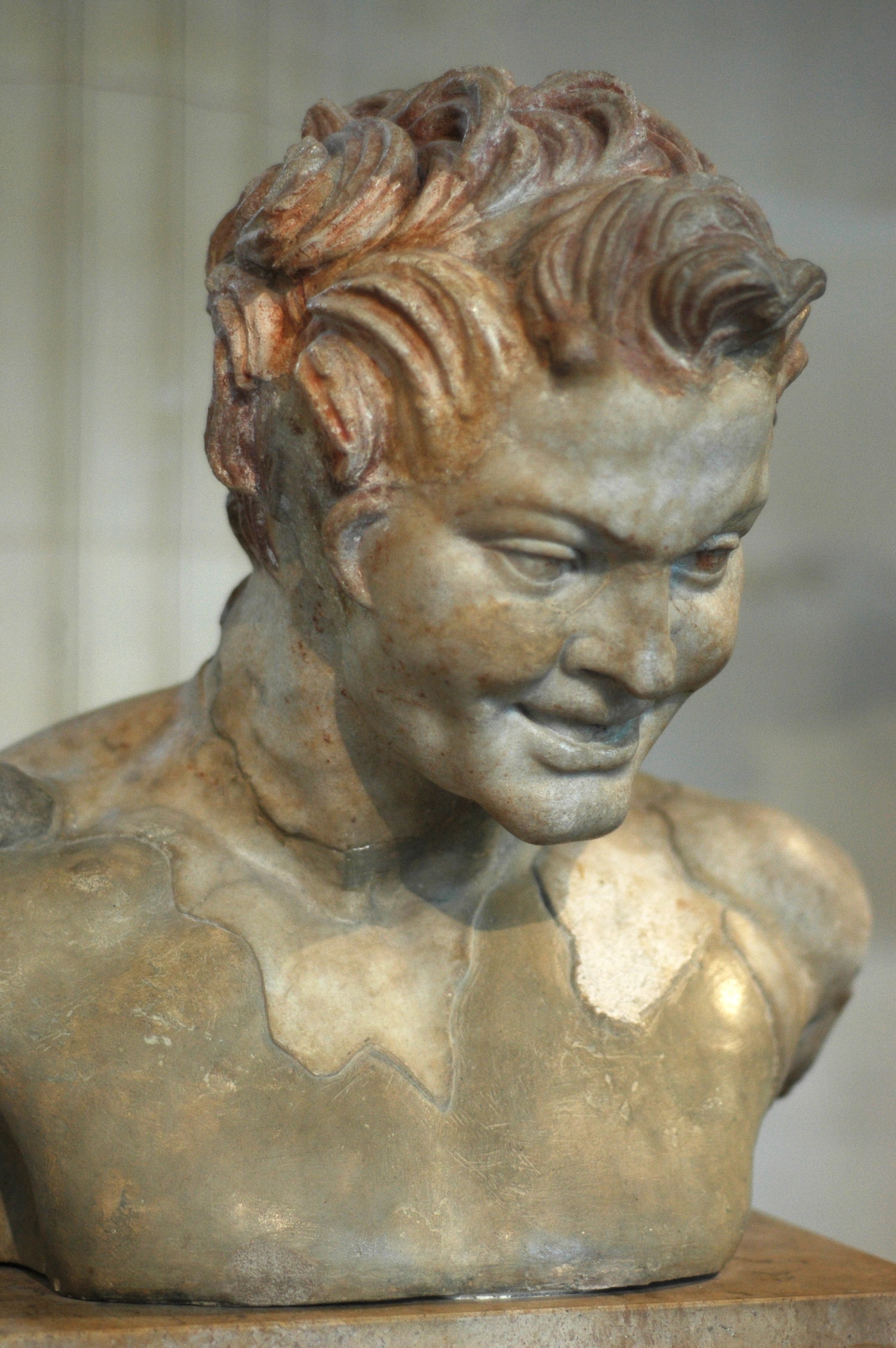
Faunus márványszobra (Louvre)

A római mitológiában Faunus és Silvanus a megfelelője.

## Ábrázolásai a művészetben
Az ókori görögök kimondottan csúnyának ábrázolták a kecskelábú istent mind vázaképeken, mind szobrokon. A rómaiaik viszont idealizáltan, teljesen ember alakúnak, csak a szarvak árulják el, hogy Pánról van szó. Viszonylag sok ábrázolás maradt fenn, és mivel a kereszténység szemében pogány szokás volt a szobrászat, a sátán alakját Pánról mintázták meg. Kezébe Poszeidón háromágú szigonyát adták, így alakult ki a ma ismert ördög-kép.
A reneszánsz még túl középkorias volt ahhoz, hogy Pánt képre vigye. A barokk azonban már nem volt ilyen szemérmes. Rubens, Jacob Jordaens, Nicolas Poussin festményei bővelkednek Pán ábrázolásaiban. Érdemes azonban megjegyezni, hogy a szatírokat ugyanúgy kecskelábakkal-szarvakkal festették, mint Pánt, az ókorban erre kevés példa van.
Pán alakja nagy népszerűségnek örvendett a 19. század utolsó harmadában a szimbolisták és szecessziós alkotók körében. Franz von Stuck, Aubrey Beardsley, Mihail Vrubelj a festészetben, Turgenyev és az ő nyomán Reviczky Gyula a költészetben tette népszerűvé. Egy német hetilap, a Pan a Jugendstil fóruma volt.
A 20. században a mitológiai témák háttérbe szorultak, de a posztmodern ébredésével egyre több figurális kompozíció születik, a hiperrealisták közül sokan isteneket festenek vásznaikra, például John Woodrow Kelley.